# Schochwitz
Schochwitz ist eine Ortschaft der Gemeinde Salzatal im Saalekreis in Sachsen-Anhalt, Deutschland. Bis zur Neubildung der Einheitsgemeinde Salzatal am 1. Januar 2010 war Schochwitz eine selbständige Gemeinde in der Verwaltungsgemeinschaft Westlicher Saalkreis.

## Geografie
Schochwitz liegt westlich von Halle (Saale). Durch das Dorf fließt der Bach Laweke.

### Ortschaftsgliederung
Zu Schochwitz gehören der Hauptort Schochwitz sowie die Ortsteile Boltzenhöhe, Gorsleben, Krimpe, Räther und Wils.

## Geschichte
Schochwitz und seine heutigen Ortsteile Gorsleben, Krimpe, Räther und Wils gehörten zur Grafschaft Mansfeld. Während Räther (auch: Räthern genannt) zum Amt Seeburg (Distrikt Schraplau) und Gorsleben zum Amt Hedersleben (Distrikt Mansfeld) gehörten, unterstanden Schochwitz, Krimpe und Wils der adligen Patrimonialgerichtsbarkeit des Ritterguts Schochwitz. Die Herrschaft Schochwitz wurde 1573 durch die Herren von Schulenburg erworben und 1783 an die Herren von Alvensleben auf Eichenbarleben verkauft, die das Schloss Schochwitz bis zur Enteignung 1945 im Zuge der Bodenreform in Besitz hatten. Bei der Teilung der Grafschaft Mansfeld 1738/80 kamen die drei Schochwitzer Gutsorte Schochwitz, Krimpe und Wils sowie die Orte Räther und Gorsleben zu dem Anteil, den das preußische Herzogtum Magdeburg erhielt.
Mit dem Frieden von Tilsit wurden die fünf Orte im Jahr 1807 dem Königreich Westphalen angegliedert und dem Distrikt Halle im Departement der Saale zugeordnet. Die Orte kamen zum Kanton Seeburg. Nach der Niederlage Napoleons und dem Ende des Königreichs Westphalen befreiten die verbündeten Gegner Napoleons Anfang Oktober 1813 das Gebiet. Bei der politischen Neuordnung nach dem Wiener Kongress 1815 wurden Schochwitz, Gorsleben, Krimpe, Räther und Wils im Jahr 1816 dem Regierungsbezirk Merseburg der preußischen Provinz Sachsen angeschlossen und dem Mansfelder Seekreis angegliedert.
Am 20. Juli 1950 wurden Gorsleben, Krimpe, Räther und Wils nach Schochwitz, nun mehr im Saalkreis, eingemeindet. Mit der zweiten Kreisreform kam Schochwitz am 25. Juli 1952 in den neu zugeschnittenen Saalkreis (im Bezirk Halle), der am 1. Juli 2007 im Saalekreis aufging.
Bis zur Neubildung der Einheitsgemeinde Salzatal am 1. Januar 2010 war Schochwitz eine selbständige Gemeinde in der Verwaltungsgemeinschaft Westlicher Saalkreis. Letzter Bürgermeister von Schochwitz war Steffen Bernas.

## Wappen
Blasonierung: „In Gold auf grünem Dreiberg ein blau gekleideten Bauer mit blauer Kopfbedeckung, die Arme seitwärts ausgestreckt, in jeder Hand eine steigende grüne Ähre haltend.“

## Kultur und Sehenswürdigkeiten

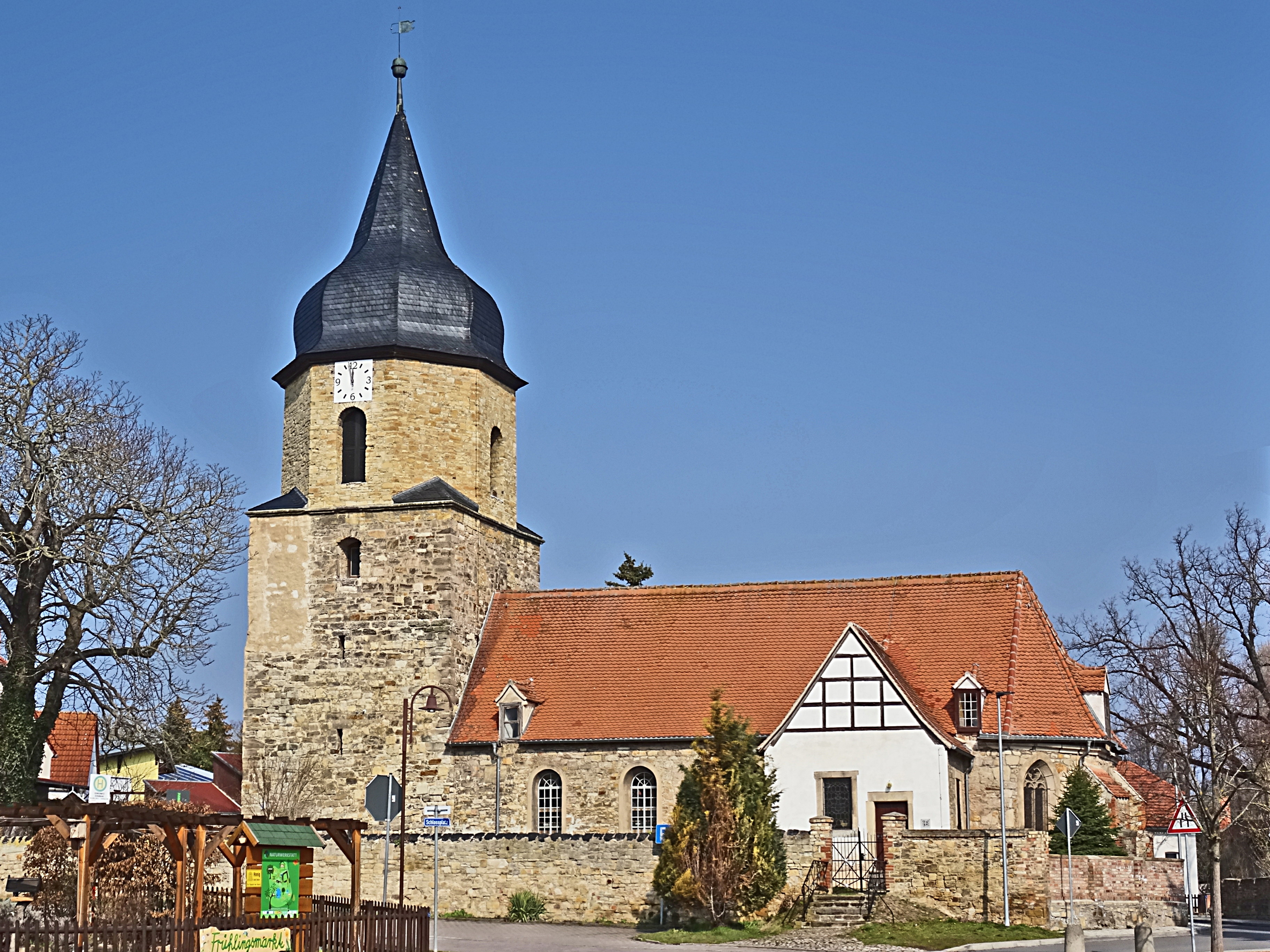
Kirche St. Benedikt

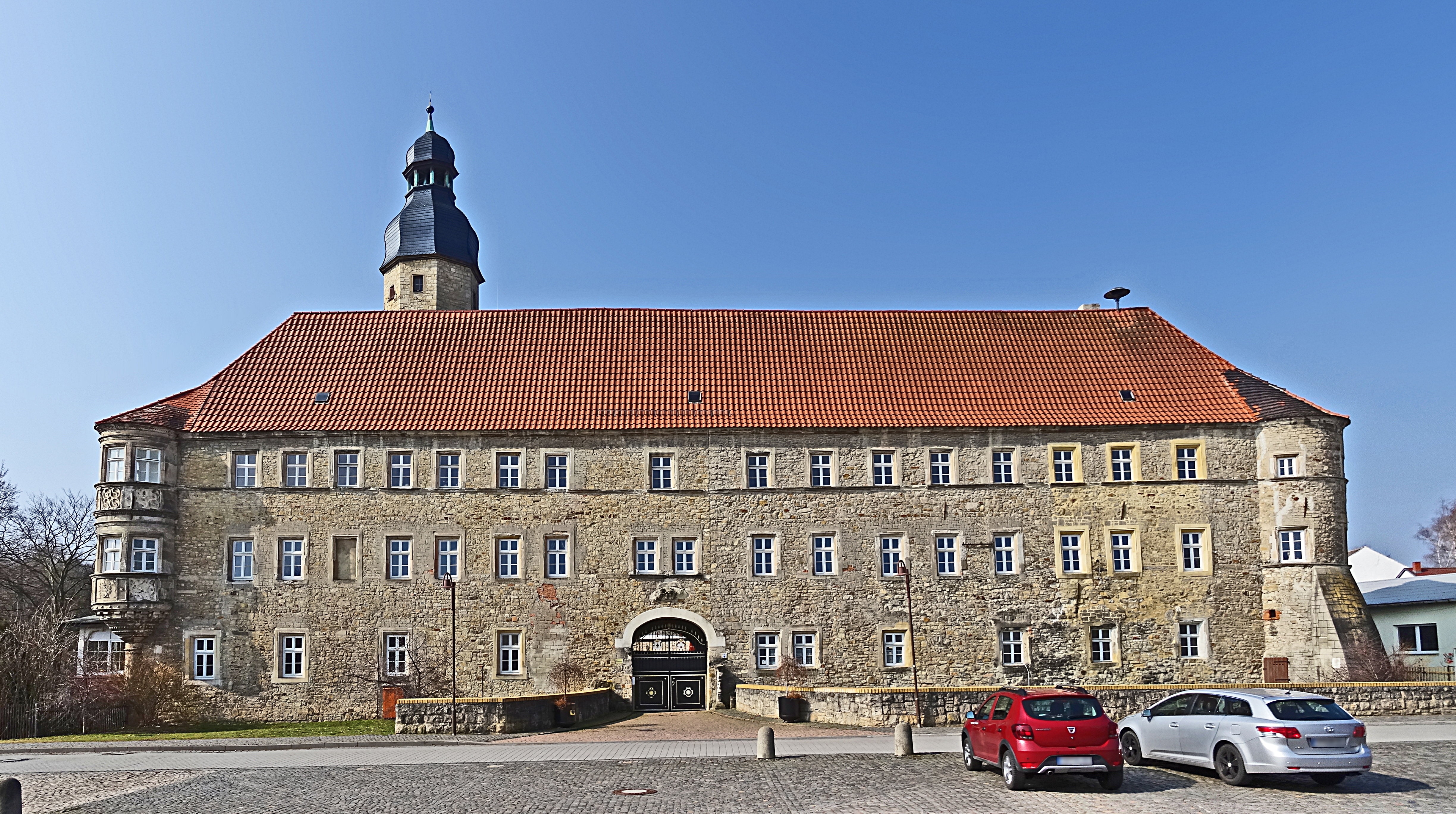
Schloss Schochwitz

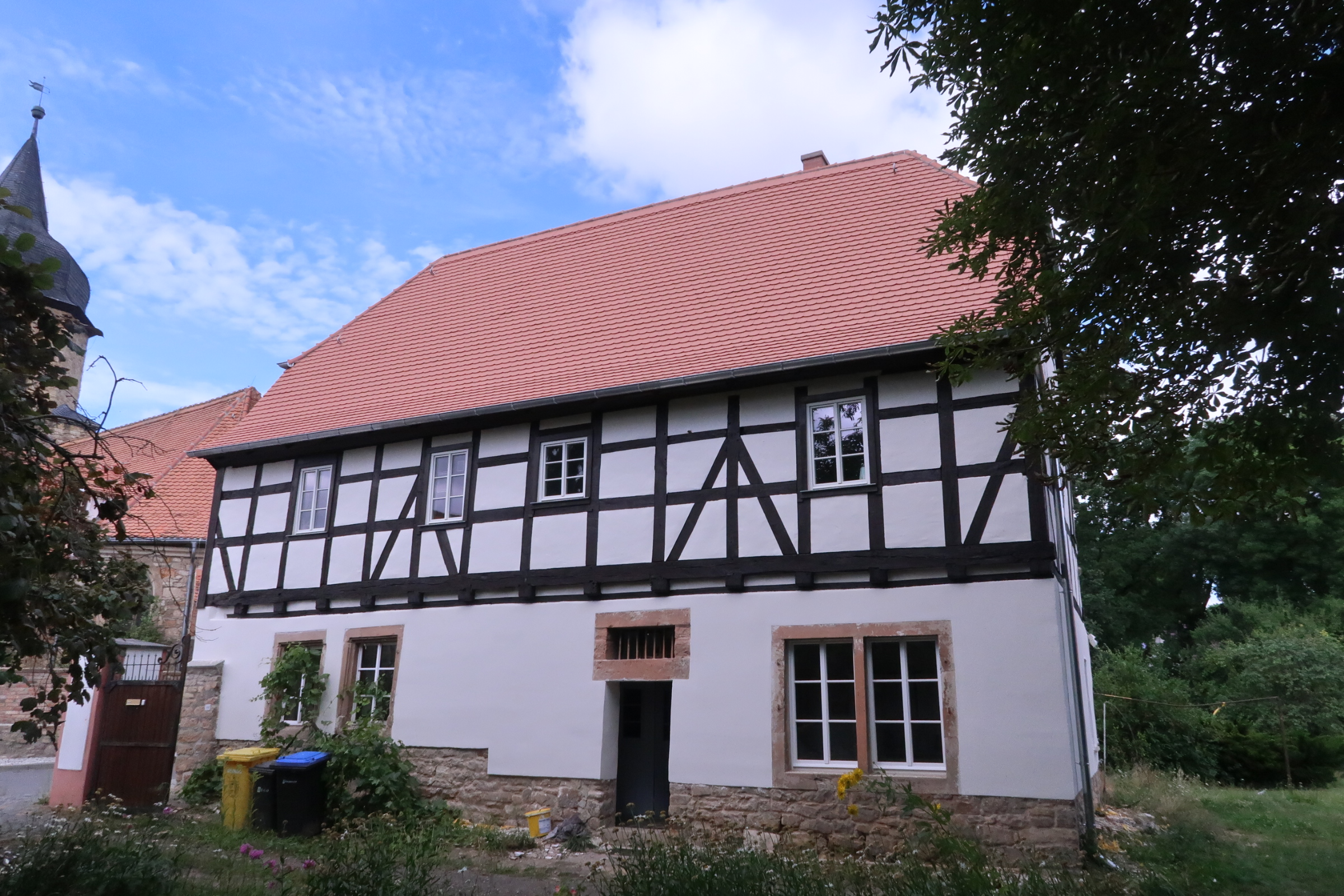
Pfarrhaus Schochwitz

### Bauwerke
- Schloss Schochwitz (zeitweilig im Besitz derer von Schulenburg bzw. die derer von Alvensleben aus Eichenbarleben)
- Kirche St. Benedikt
- Kirche St. Marien (Gorsleben)
- Dorfkirche Krimpe
- Pfarrhaus Schochwitz (erbaut Anfang des 17. Jahrhunderts)
- Kirche Räther
- Kirche Wils

### Veranstaltungen
- Alljährliches Maifußballturnier des TSV 1990 Schochwitz
- Luppholzpokal – Alljährlicher Wettkampf im Löschangriff Nass der Freiwilligen Feuerwehr Schochwitz
- Karneval mit dem Schochwitzer Carnevals Club 1955 e. V. (SCC)
- Wüstemann-Cup – Fußballturnier im Nachwuchsbereich
- Laweke Cup – Alljährlicher Tischtennisturnier

### Vereine
- Feuerwehrverein Schochwitz e. V.
- SCC – Schochwitzer Carnevals Club 1955 e. V.
- Gemeinsam-für-Schochwitz e. V.
- TSV 1990 Schochwitz e. V.
- SG 1948 Schochwitz e. V.

## Persönlichkeiten (chronologisch)

### Söhne und Töchter des Ortes
- Hermann von Alvensleben (1809–1887), preußischer General und Besitzer des Rittergutes Schochwitz
- Siegfried Liebau (1911–1995), SS-Obersturmbannführer, Anthropologe und Mediziner

### Personen, die in Schochwitz gewirkt haben
- Ludolf-Hermann von Alvensleben (1901–1970), NSDAP-Reichstagsabgeordneter, SS-Gruppenführer und Generalleutnant der Waffen-SS, Besitzer des Rittergutes Schochwitz.
- Hubert Wittmann (1923–2021), Maler und Grafiker, lebte bis 2005 in Schochwitz